# حصار الغوطة الشرقية
حصار الغوطة الشرقية هو حصار بدأ في مايو 2013 خلال الحرب الأهلية السورية. مع مرور ما يقرب من خمس سنوات، فإنها واحدة من أطول عمليات الحصار الحديثة في التاريخ، وأطول حصار في الحرب السورية. وحشر نحو 400,000 شخص في منطقة مساحتها تزيد قليلا على 100 كيلومتر مربع. خلال ذلك الوقت، أخضعت الحكومة السورية الغوطة الشرقية لحملة من التجويع المتعمد والاستنزاف. بدأ الحرمان من الغذاء كاستراتيجية عسكرية خلال شهري يوليو وأغسطس 2013: تعرضت محاصيل ومزارع الغوطة الشرقية للقصف والحرق. ووفقا لتقرير صادر عن الأمم المتحدة في عام 2014، «قامت القوات السورية بسد الطرق ومصادرة الأغذية والوقود والأدوية بصورة منهجية عند نقاط التفتيش». واضطر بعض السكان إلى الاعتماد على أوراق الأشجار كبديل عن الخضروات للبقاء على قيد الحياة. وأقام السكان شبكة من الأنفاق الجوفية لتهريب الإمدادات، لكن القوات الحكومية دمرتها. وقال ممثلو اليونيسف إن 12 في المائة على الأقل من الأطفال دون سن الخامسة يعانون من سوء التغذية الحاد في المنطقة المحصورة في مطلع عام 2018. وقد تعرض الموقع للهجوم الكيميائي لعام 2013، مما أدى إلى مقتل مئات الأشخاص، وتم بعد ذلك الاتفاق على حظر الأسلحة الكيميائية في سوريا. وعلى الرغم من الجهود المبذولة لتحويل الغوطة إلى «منطقة لخفض التصعيد»، فإن تقارير عن القنابل التي يزعم أنها تحتوي على مادة الكلور تم تسجيلها مرة أخرى حتى في عام 2018. بحلول يناير 2018، لم يكن للمنطقة سوى طبيب واحد لكل 3,600 شخص. وبسبب قربها من العاصمة السورية، اتُهمت المعارضة من الغوطة أيضا بإطلاق قذائف الهاون على وسط دمشق، مما أدى إلى مقتل عدة مدنيين.
في ديسمبر 2017، خلص تحليل الصور الساتلية الذي أجراه خبراء الأمم المتحدة إلى تدمير 3,853 مبنى، وإصابة 5,141 مبنى بأضرار بالغة، وإصابة 3,547 مبنى بأضرار معتدلة في الأجزاء الغربية من المنطقة المحصورة. وتعرضت ضاحية جوبر للتدمير بنسبة 93 في المائة، وفي عين ترما 73 في المائة، وفي زملكا بنسبة 59 في المائة.
قي اخر شهر فبراير 2018، قامت قوات النظام السوري وبدعم من الطيران الروسي بهجوم كبير أدى إلى سيطرته على الغوطة بعد طرد مسلحي جيش الإسلام وفيلق الرحمان.

## معرض صور

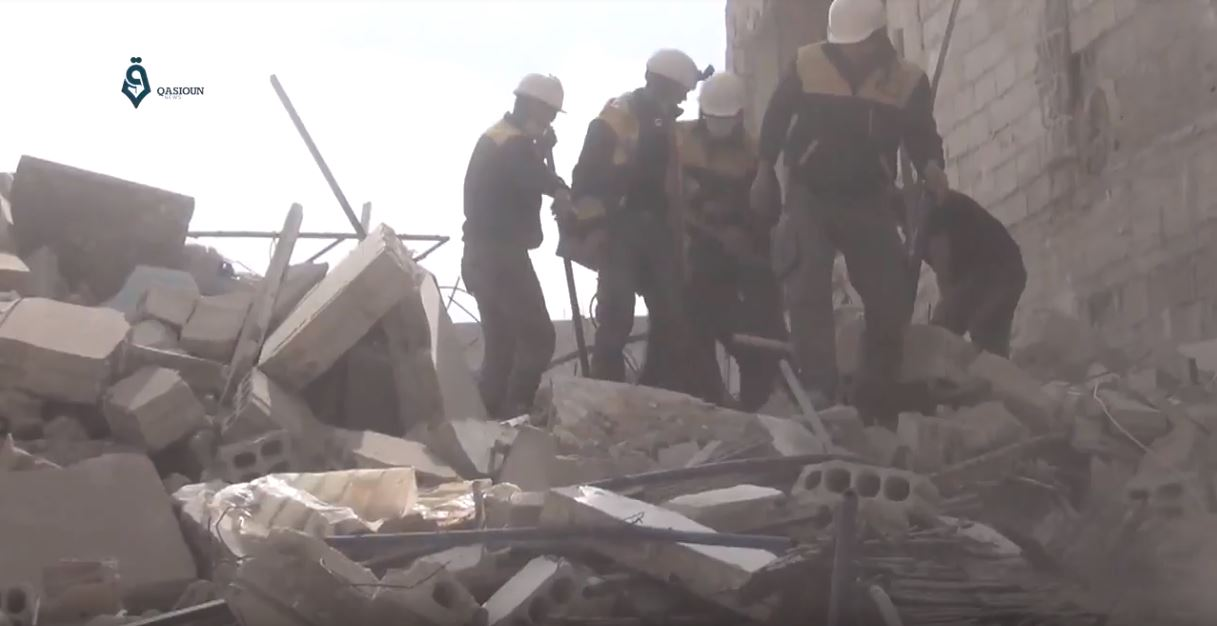
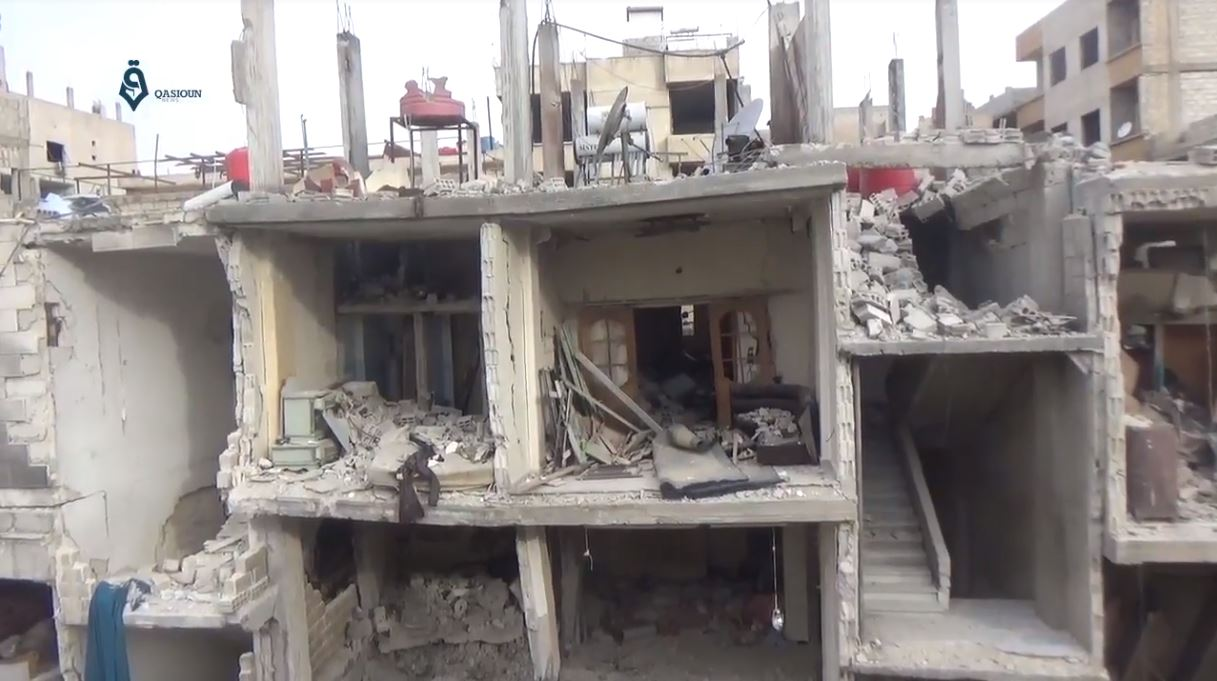
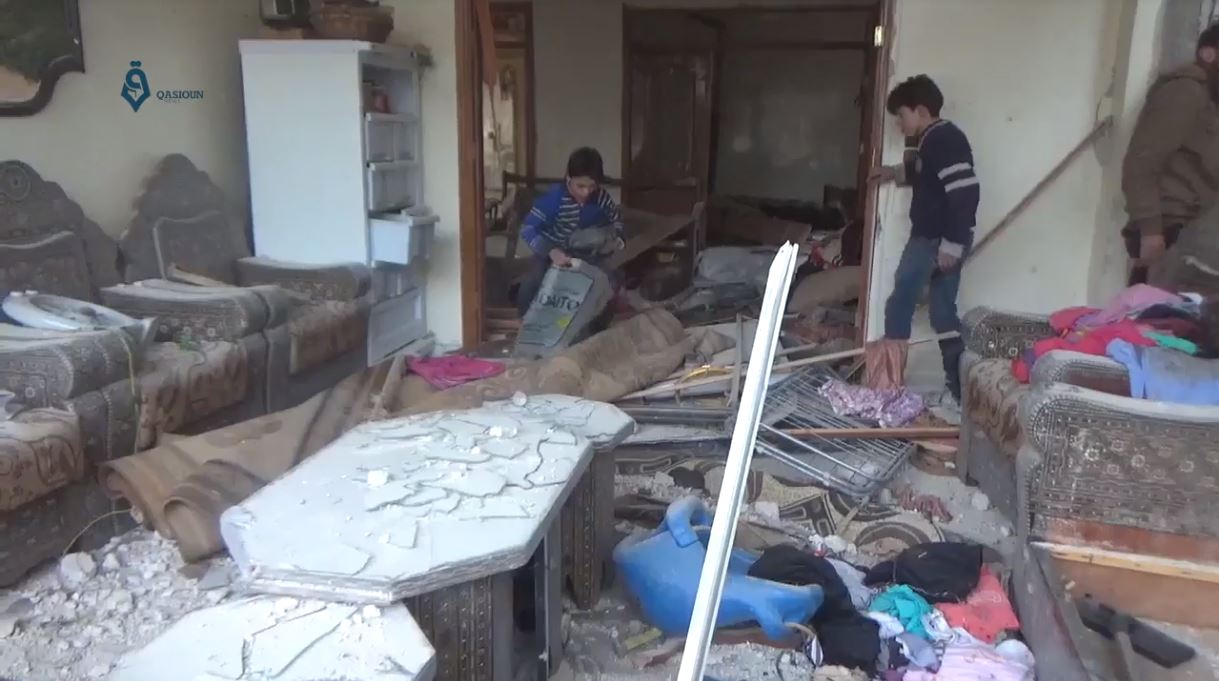
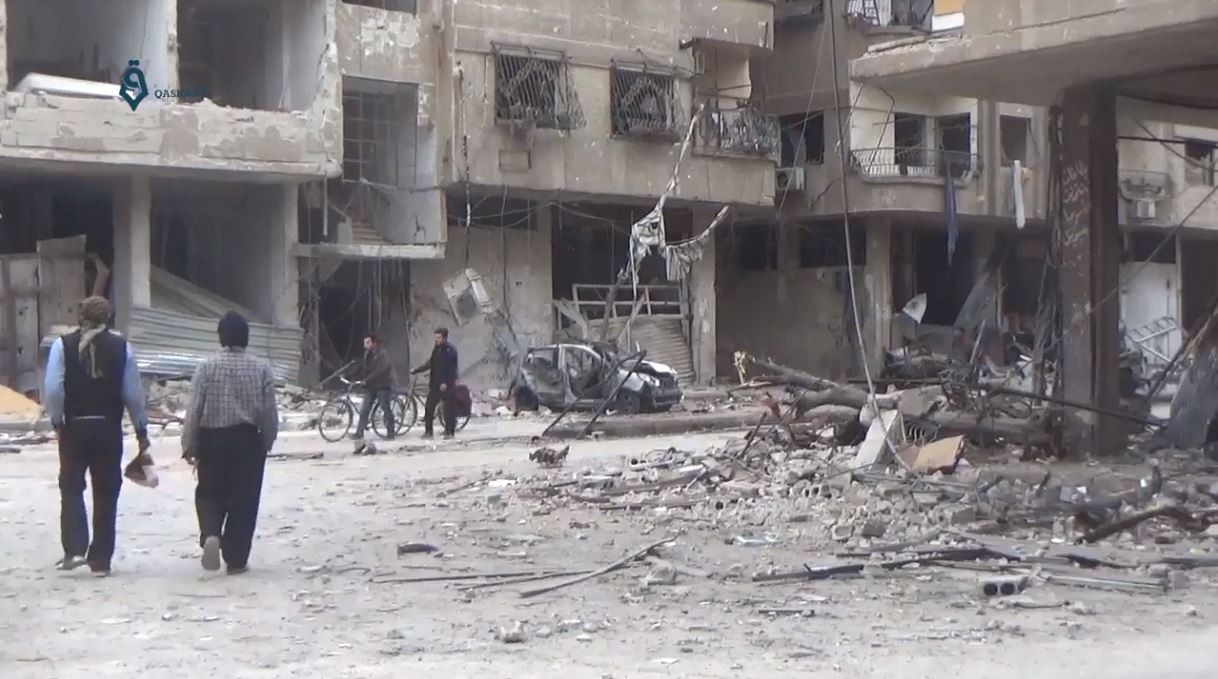
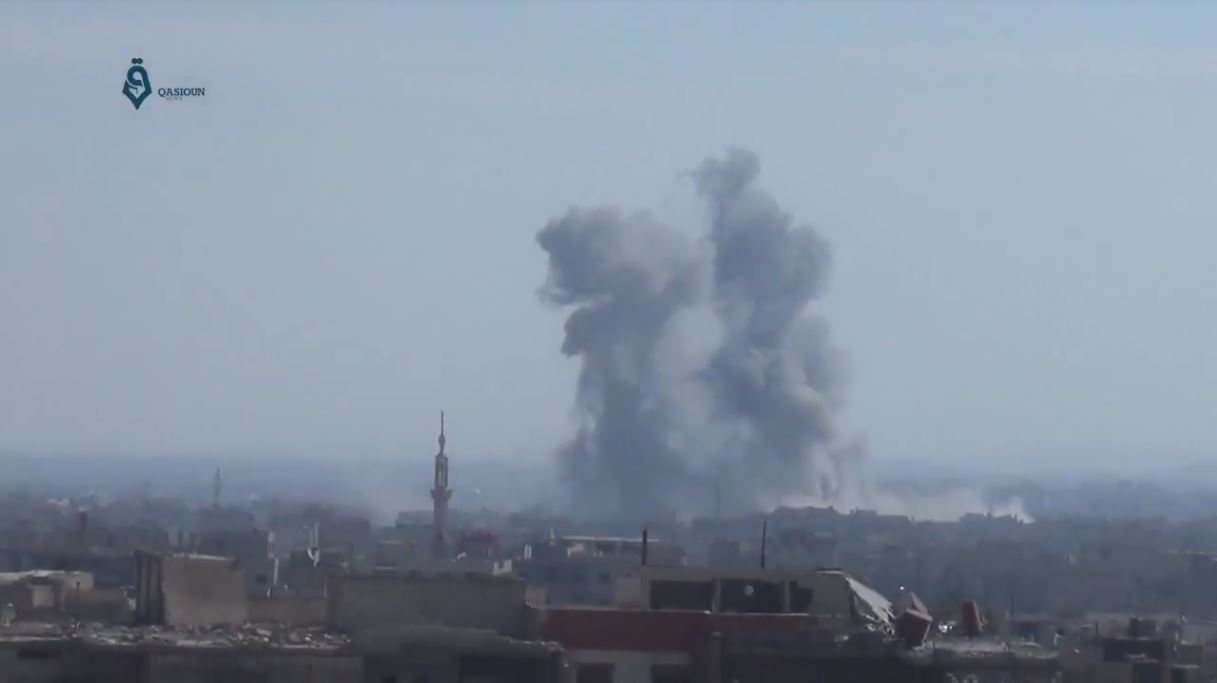